# Angelo Sodano
Angelo Sodano, italijanski kardinal, * 23. november 1927, Isola d'Asti, Italija, † 27. maj 2022, Rim.
Leta 1977 je bil imenovan in januarja 1978 posvečen v naslovnega nadškofa, junija 1991 je bil imenovan za kardinala, 1994 povišan v kardinala-škofa Albana, 2005 pa postal kardinal-škof Ostie (do odstopa 2019).
Po letu 1959 je deloval v vatikanski diplomaciji, me drugim desetletje (1978-88) kot ambasador Sv. sedeža (nuncij) v Čilu, nato po kot sekretar za odnose z državami (zunanji minister) v državnem tajništvu. Decembra 1990 je nasledil upokojenega državnega tajnika Agostina Casarolija.
Med letoma 1990/91 in 2006 je bil državni tajnik Svetega sedeža, od 2002 poddekan, ko je bil 2005 dotedanji dekan Joseph Ratzinger izvoljen za papeža, pa je postal dekan kardinalskega kolegija (2005-19). Papež Frančišek je sprejel njegov odstop konec decembra 2019, takoj, ko so se v javnosti pojavili očitki, da je do konca ščitil in zagovarjal Marciala Maciela, ustanovitelja milijardno bogatega mehiškega klerika in ustanovitelja verskega reda Kristusove legije, ki je zagrešil spolne zlorabe v svojem redu.   
Kardinal Sodano je imel tudi velike zasluge pri vatikanskem in mednarodnem priznanju Slovenije sploh.
Umrl je zaradi zapletov pri okužbi s COVID-19.

## Odlikovanja in nagrade
Leta 1992 je prejel zlati častni znak svobode Republike Slovenije z naslednjo utemeljitvijo: »za zasluge in osebni prispevek pri vzpostavljanju, razvijanju in krepitvi mednarodnih odnosov, ki prispevajo k mednarodnemu priznanju in uveljavljanju Republike Slovenije«.